# 토그룰 애스개로프
토그룰 섀흐리야르 오글루 애스개로프(아제르바이잔어: Toğrul Şəhriyar oğlu Əsgərov, 1992년 9월 17일~)는 아제르바이잔의 레슬링 선수이다. 2012년 하계 올림픽에서 남자 자유형 페더급 금메달을 획득했으며, 2016년 하계 올림픽에서 남자 자유형 라이트급 은메달을 획득했다. 2012년 올림픽에서 우승했을 당시 19세 10개월 25일로 아제르바이잔 올림픽 역사상 최연소 금메달리스트이다. 또한 세계 레슬링 선수권 대회에서 은메달 1개 유럽 레슬링 선수권 대회에서 금메달 1개를 획득했다.